# DS 7
DS 7 Crossback – samochód osobowy typu SUV klasy średniej produkowany pod francuską marką DS w latach 2017–2022 i jako DS 7 od 2022 roku.

## Historia modelu

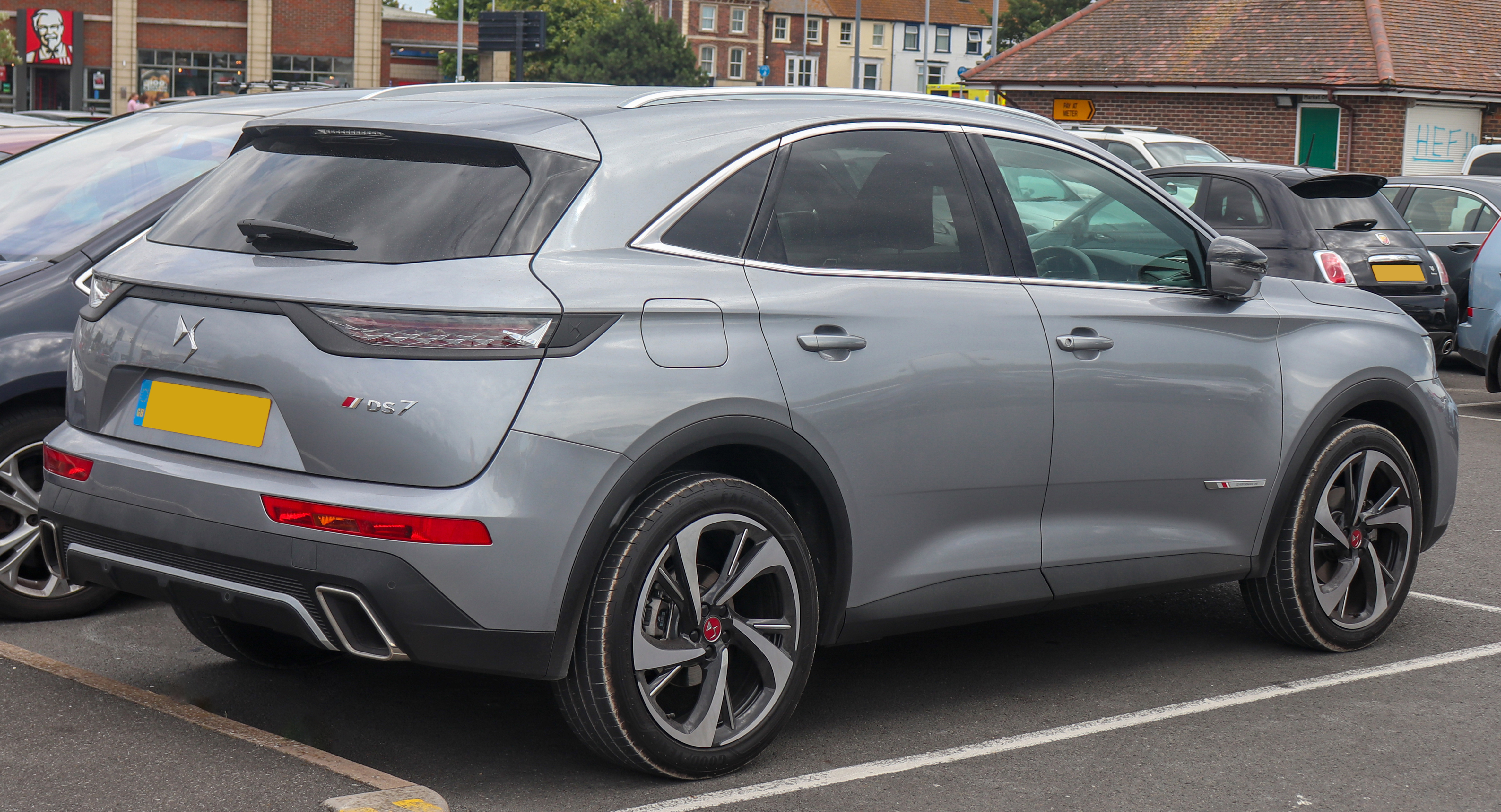
DS 7 Crossback - tył

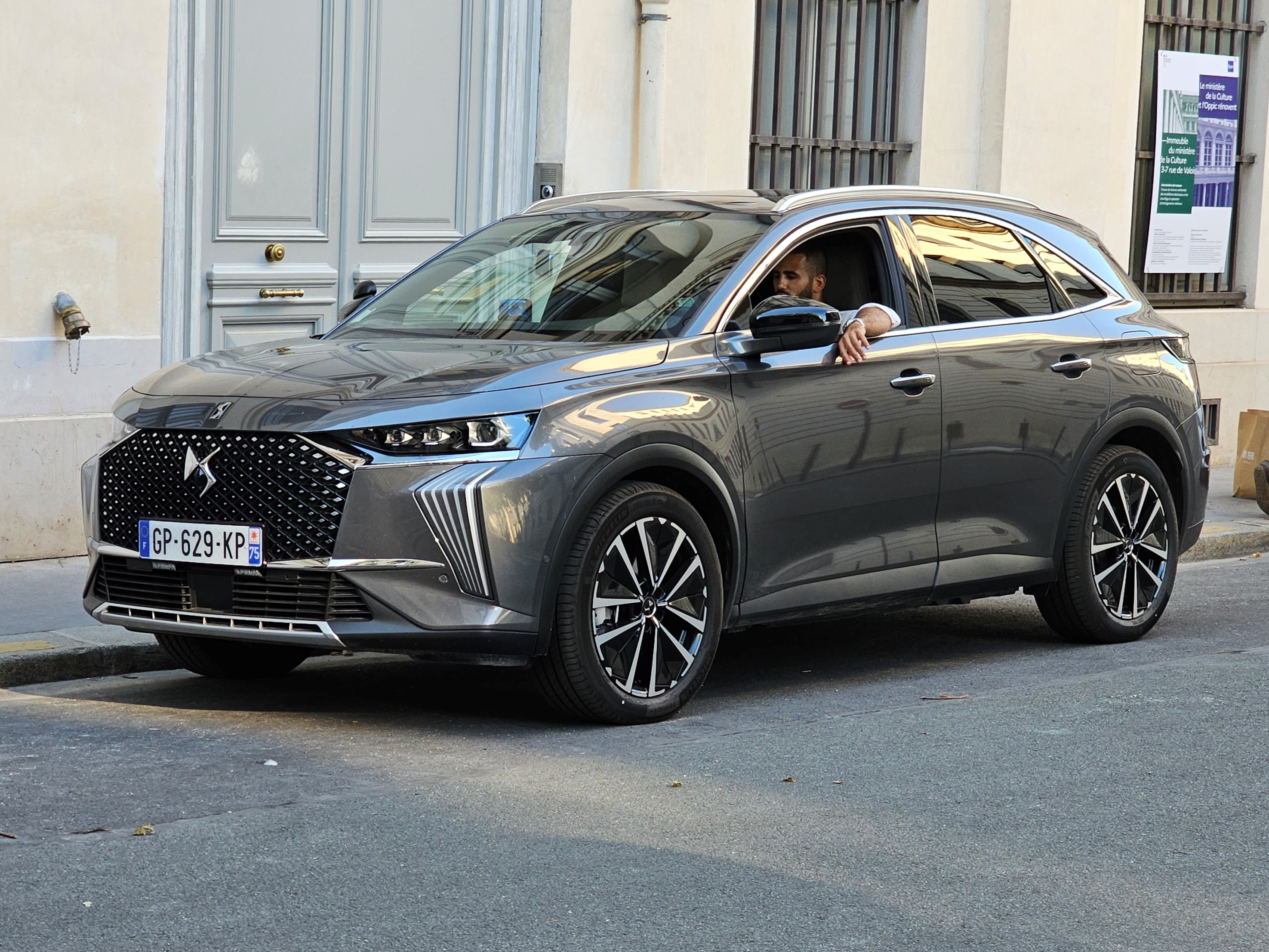
DS 7 po liftingu

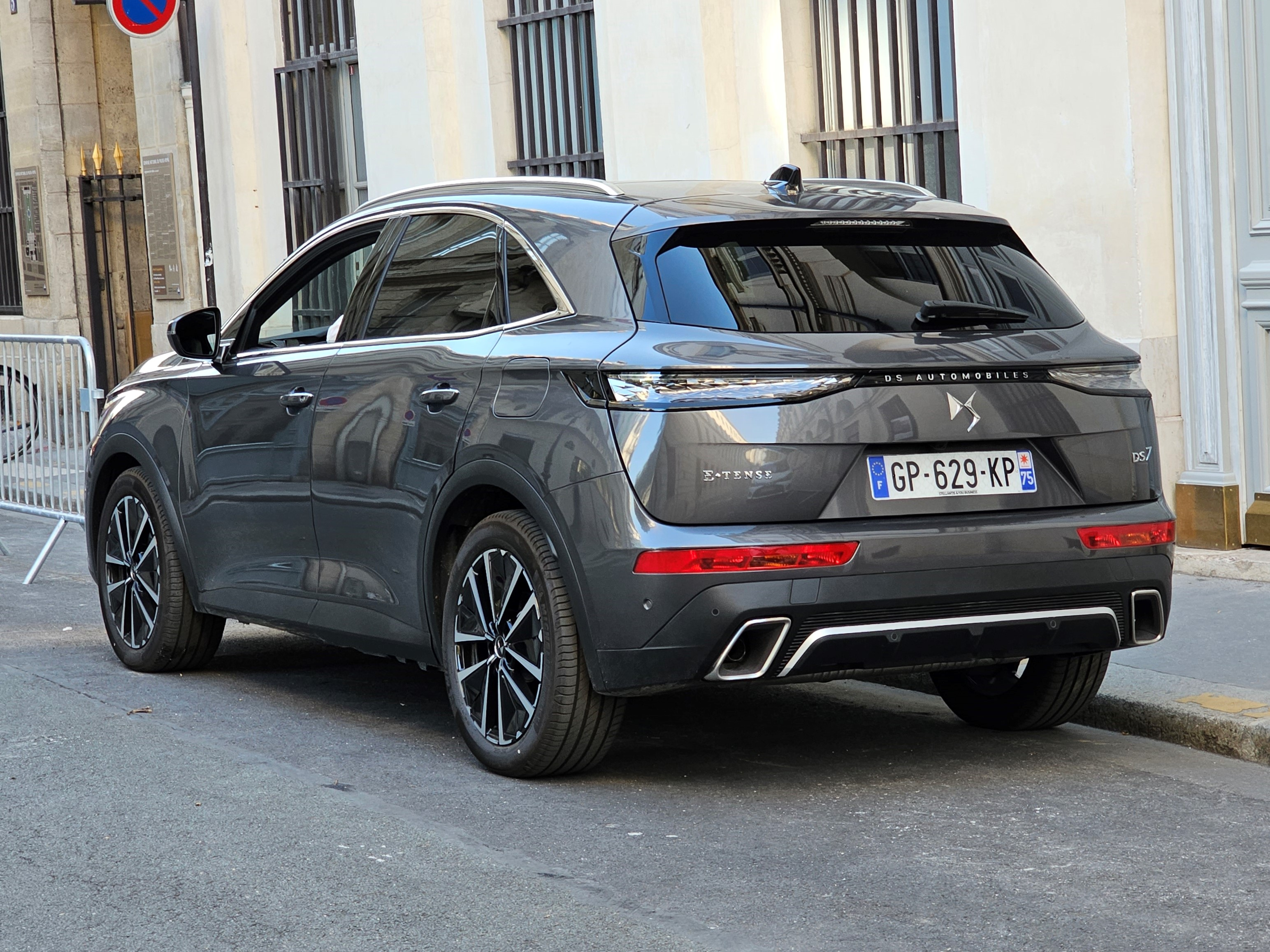
DS 7 - tył po liftingu

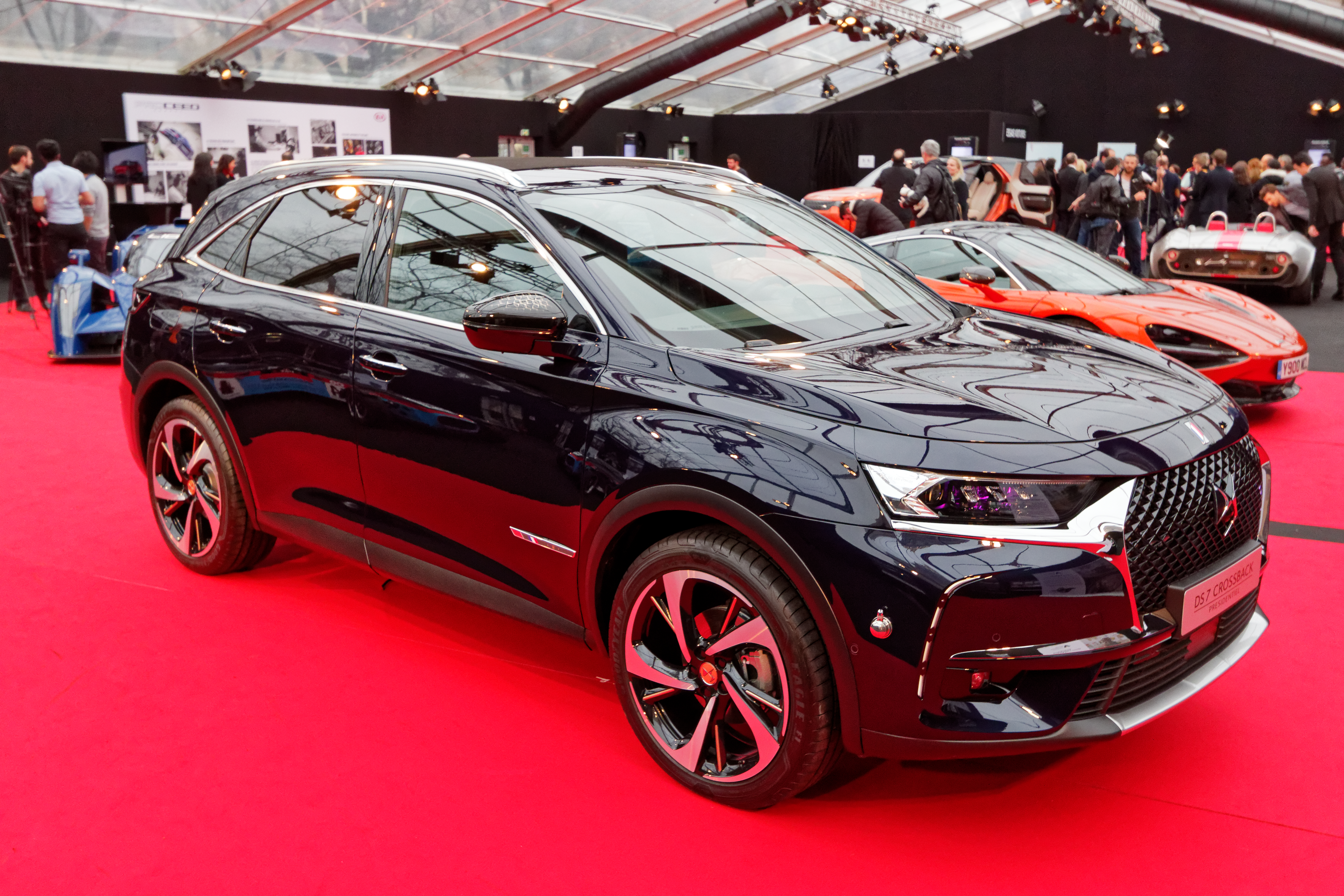
prezydencki DS 7 Crossback Emmanuela Macrona

Pod koniec 2016 roku marka DS Automobiles ogłosiła, iż planuje poszerzyć swoją gamę o pierwszy opracowany już pod skrzydłami marki DS model, który trafi tym razem nie tylko na rynek chiński, ale i europejski.  SUV klasy średniej pod nieznaną wtedy nazwą po raz pierwszy na drogach został sfotografowany pod maskującym kamuflażem na w styczniu 2017 roku. Na początku lutego na ulicach Paryża wielokrotnie dostrzeżono gotowy model bez jakiegokolwiek maskowania, przy okazji którego poznano nazwę samochodu. Oficjalne zdjęcia i informacje na temat modelu francuskiej marki zostały ujawnione 28 lutego 2017 roku na tydzień przed światową premierą na Geneva Motor Show. 
Samochód jako pierwszy w historii marki DS otrzymał opracowany z myślą o tej marce projekt stylistyczny, wyróżniając się stonowanym wyglądem bogato zdobionym chromem i dużym, sześciokątnym wlotem powietrza. Zespół projektowy poświęcił uwagę detalom, stosując np. nietypowe reflektory LED, a także wąskie tylne lampy z trójwymiarowym wzorem. Tylna klapa bagażnika została zespolona z oświetleniem, uchylając się razem z nim i zwiększając otwór załadunkowy.
Luksusowo zaaranżowana kabina pasażerska została pokryta panelami ze skóry, z kokpitem okalającym kierowcę i pasażera. Konsolę centralną wyłożono przyciskami położonymi pod kątem, z kolei zarówno przed kierowcą, jak i na konsoli centralnej znalazły się wyświetlacze. Duży, dotykowy ekran, podobnie jak cyfrowe wskaźniki, zyskały przekątną 12 cali.
DS 7 Crossback umożliwiło liczne możliwości personalizacji zarówno nadwozia (10 różnych kolorów, elementy chromowane lub matowe, felgi od 17 do 20 cali), jak i wnętrza (różnorodne tapicerki; od tkanin przez Alcantarę aż po najwyższej jakości skóry), a w gamie silnikowej znalazły się jednostki zarówno benzynowe (130-225 KM), wysokoprężne (130-177 KM), jak i najmocniejsza i jedyna z napędem 4x4 odmiana hybrydowa o mocy 300 KM.

### Lifting
W czerwcu 2022 samochód przeszedł obszerną restylizację, przy okazji której zdecydowano się uprościć nazwę do po prostu DS 7. Stylizacja zyskała ostrzejsze linie, z szerszym przednim wlotem powietrza, a także bardziej ściętymi reflektorami. Podobny zabieg zastosowano wobec lamp tylnych, które stały się dłuższe i bardziej szpiczaste. Kluczowym detalem modelu po modernizacji zostały 5-częściowe, bardziej rozbudowane przednie diody LED w kształcie bumerangów. Charaktersystyczne obrotowe klosze w przednich lampach zastąpiło nowe oświetlenie full LED DS Light Veil składające się z 84 segmentów elektroluminescencyjnych. Skromniejsze zmiany objęły kabinę pasażerską, gdzie zdecydowano się na zastosowanie nowych foteli z innymi przeszyciami oraz poprawienie materiałów wykończeniowych wraz ze sprawniejszym oprogramowaniem systemu multimedialnego.

### E-Tense
W 2019 roku do oferty dołączyła wersja hybrydowa E-TENSE 4x4, gdzie za napęd odpowiada silnik benzynowy z gamy PureTech o mocy 200 KM połączony z dwoma silnikami elektrycznymi - jednym przy przedniej osi, odpowiedzialnym za napędzanie przednich kół i wspomaganie silnika spalinowego, oraz drugim, umieszczonym w tylnej części pojazdu i odpowiadającym za napędzanie tylnych kół. Łączna moc układu hybrydowego wynosi 300 KM, a sprint o 0 do 100 km/h wynosi wg danych producenta 5,9 s. 
Z racji, iż jest to hybryda typu plug-in, można ładować ją z sieci elektrycznej. Ze zwykłego gniazdka w domu ładowanie akumulatorów trwa 8 godz., z gniazdka wzmocnionego - 4 godz., a ze stacji ładowania WALLBOX - niecałe 2 godz. Pełne akumulatory o pojemności 13,2 kWh pozwalają wyłącznie w trybie zeroemisyjnym (elektrycznym) pokonać dystans 58 km (wg WLTP).
Pojazd posiada napęd obu osi, niedostępny z silnikami spalinowymi. Jest to napęd, w którym przednie koła napędza silnik spalinowy wspomagany elektrycznym, a tylna oś jest wprawiana w ruch (w przypadku utraty przyczepności przedniej osi w każdym trybie lub w trybie 4X4 na stałe) za pomocą wyłącznie silnika elektrycznego.
W roku 2020 DS dodało do oferty wersji hybrydowych wersję E-TENSE FWD o mocy 225 KM. Za napęd tej odmiany odpowiada taki sam jak w mocniejszej, 300-konnej hybrydzie, silnik spalinowy PureTech o mocy 200 KM, natomiast w wersji 225 KM zamiast dwóch silników elektrycznych występuje tylko jeden, przy przedniej osi. W związku z brakiem silnika elektrycznego przy tylnej osi DS 7 CROSSBACK w odmianie E-TENSE 225 ma napęd wyłącznie na przód. Pozostałe parametry techniczne, jak bateria, pozostały bez zmian względem wersji 300 KM.

### Wyposażenie

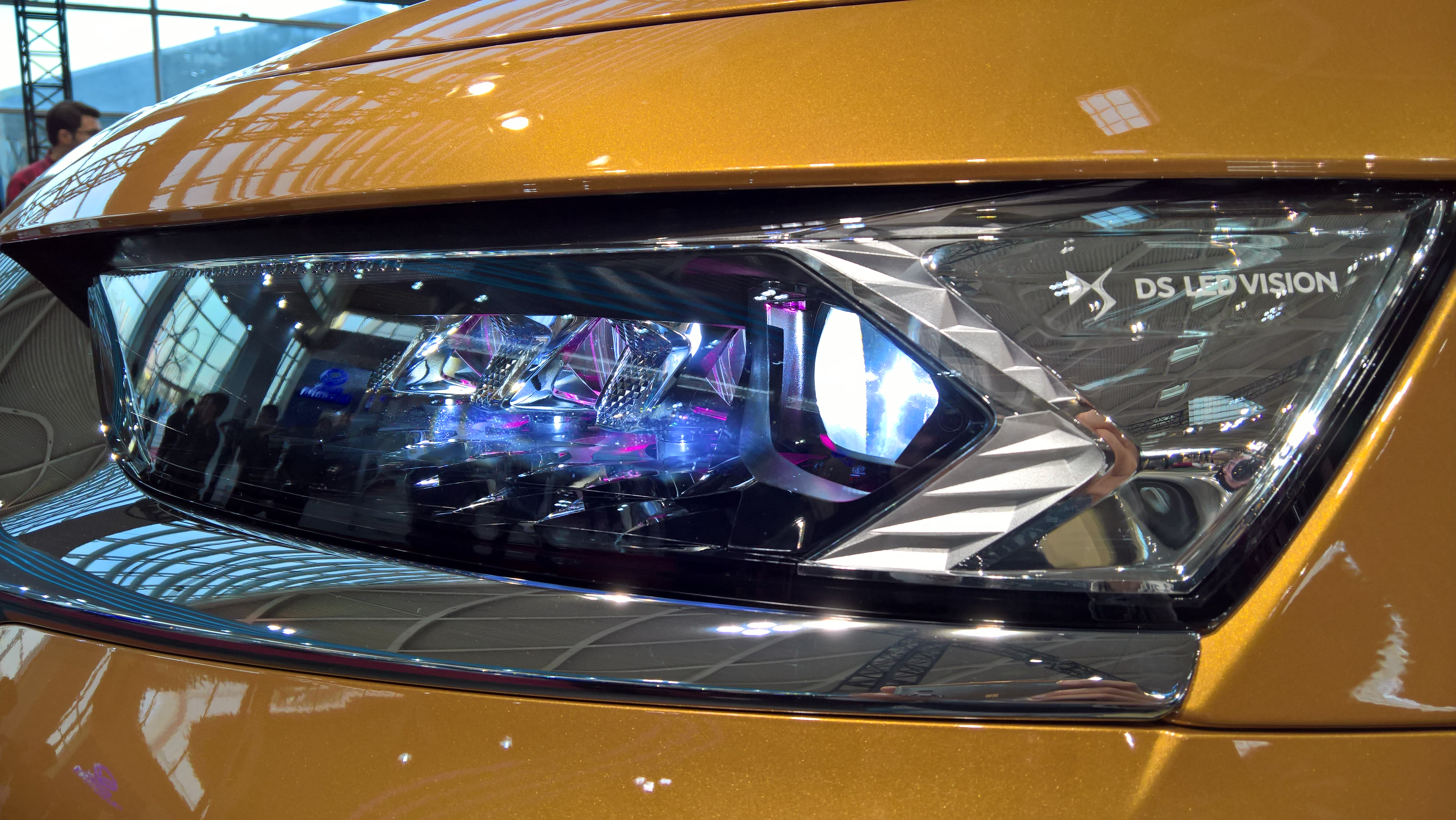
reflektory DS LED Vision

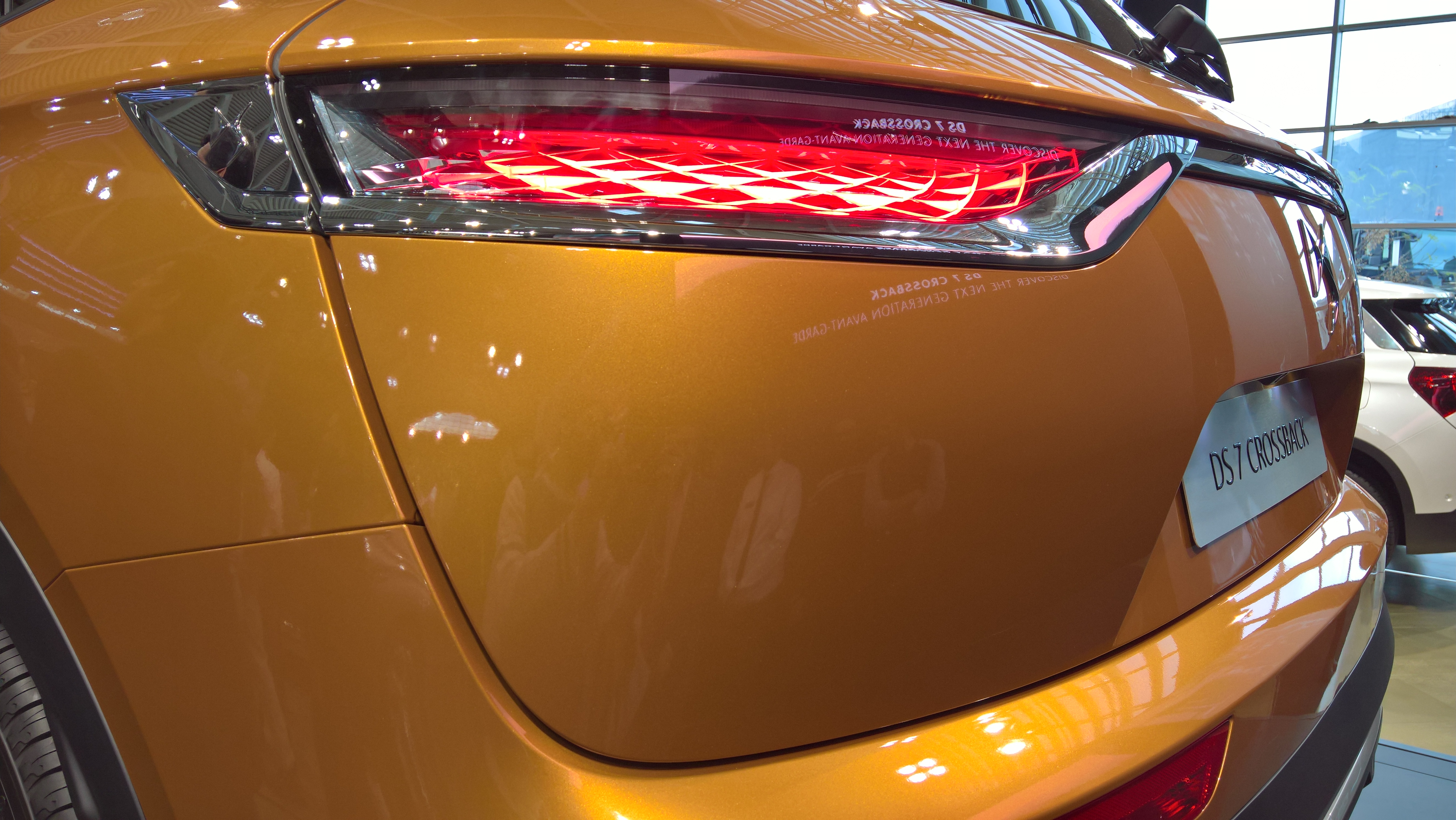
lampy DS LED Vision

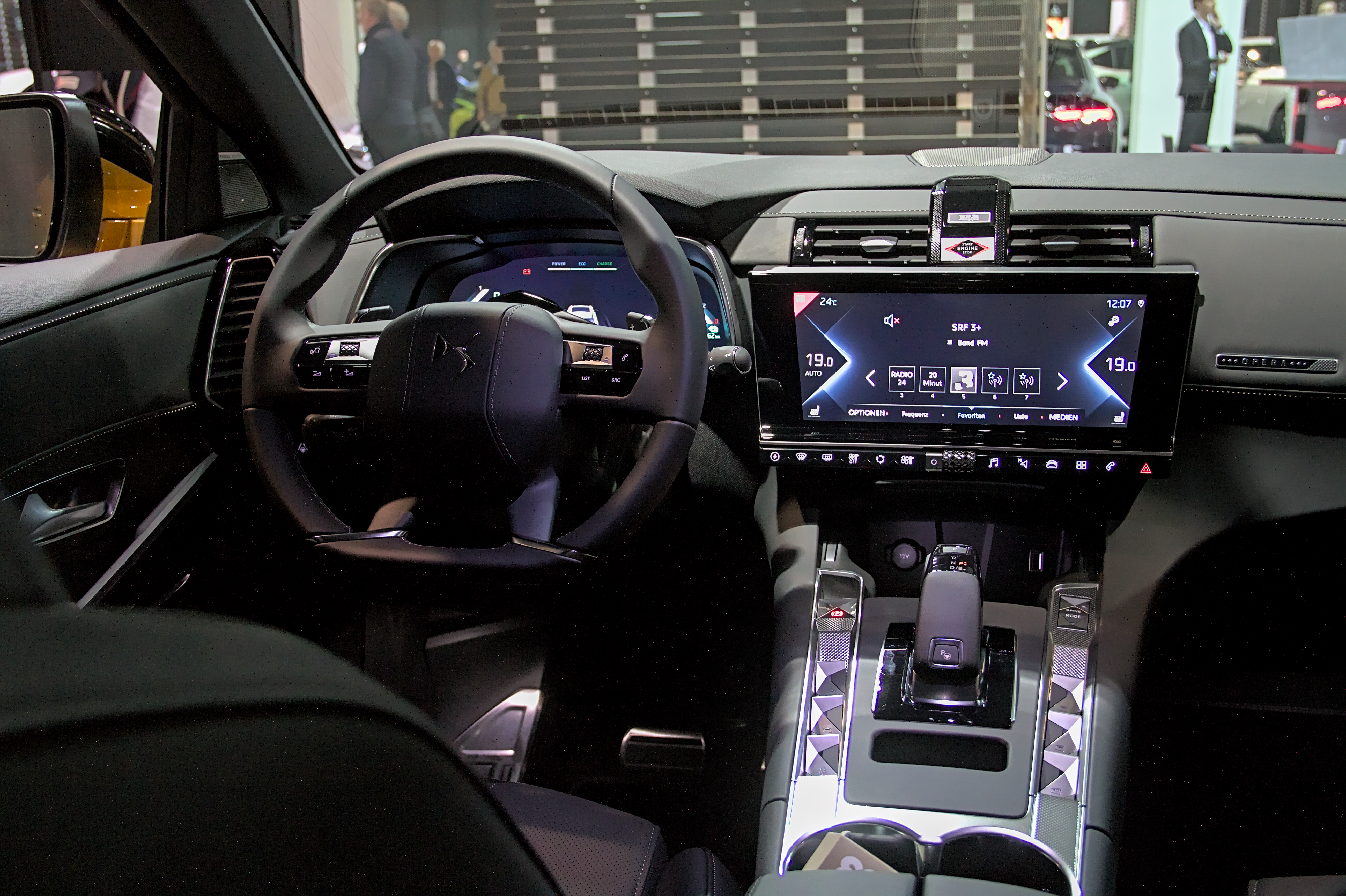
Kabina pasażerska

Wśród elementów wyposażenia DS 7 Crossback sprzed restylizacji znalazły się m.in.: przednie reflektory DS ACTIVE LED VISION, które posiadają wewnątrz trzy moduły świetlne. Otwierając pojazd, wykonują one ruch wokół własnej osi o 180°. Ponadto dostępne jest zawieszenie DS ACTIVE SCAN SUSPENSION, które zawiera w sobie kamerę skanującą drogę przed pojazdem, od 5 do 25 metra. Informacje z tej kamery są następnie przekazywane do komputera, który każde koło indywidualnie dostosowuje do warunków panujących na drodze tak, aby zapewnić jak najwyższy poziom komfortu. 
Oprócz tego dostępne są liczne systemy wspomagające kierowcę, np. DS CONNECTED PILOT, pozwalający na częściowo autonomiczną jazdę, DS DRIVER ATTENTION MONITORING, który kamerą na podczerwień analizuje m.in. ruchy oczu czy powiek kierowcy oraz współpracuje z drugą kamerą weryfikującą trajektorię samochodu podczas jazdy i w ten sposób ostrzega o potencjalnym zmęczeniu osoby prowadzącej pojazd. Innym systemem jest DS NIGHT VISION - jest to kamera noktowizyjna umieszczona w przedniej części pojazdu, która ma na celu zapewniać bezpieczeństwo po zmroku. Kamera ta znacznie wcześniej zauważa pieszych czy dzikie zwierzęta i ostrzega kierowcę tak, aby ten dostosował swoje zachowanie do potencjalnego zagrożenia.

### Silniki
Benzynowe:
- R3 1.2 PureTech 130 KM
- R4 1.6 PureTech 180 KM
- R4 1.6 PureTech 225 KM

Wysokoprężne:
- R4 1.5 BlueHDi 130 KM
- R4 2.0 BlueHDi 180 KM

Hybrydowe:
- E-TENSE 225 KM

Hybrydowe Plug-in:
- E-TENSE 300 KM 4x4
- E-TENSE 360 KM 4X4